# 난설헌집
난설헌집은 허균의 누나인 허난설헌이 만든 시집으로, 200여편의 시를 묶은 시집이다. 허난설헌은 죽을 때 유언으로 자신의 시를 불태워 달라고 했지만, 남동생 허균은 이를 거스리고 시집을 보관하고 있었다. 그러다가 정유재란 도중 원정 나온 명나라의 오명제에게 시를 주었다. 그 이후, 명나라에서는 <난설헌집>이 출간되었다. 우리나라에서는 허균이 반역을 저질렀단 죄로 난설헌집을 모두 불태웠다. 이후 명나라에서 일본으로, 그리고 일본에서 다시 역수입해서 읽어야 될 상황이 되었다.  조선에서는 1692년 다시 출판하기 시작했는데, 허난설헌이 죽은지 103년이 지난 이후이다.